# الکسی لبدیف
الکسی ولادیمیرویچ لبدیف (روسی: Алексей Владимирович Лебедев؛ زادهٔ ۱۹۷۳ میلادی) نویسنده، کارگردان تئاتر و تهیه‌کننده فیلم اهل روسیه است.
از فیلم‌ها یا مجموعه‌های تلویزیونی که وی در آن‌ها نقش داشته است، می‌توان به تپلی‌های پردردسر اشاره نمود.